# Аборти у Венесуелі

Правовий статус абортів у світі:
Легальний
Легальний при зґвалтуванні та за медико-соціальними показниками
Легальний у випадках (або заборонений, окрім випадків) зґвалтування, медико-соціальних протипоказань
Заборонений, окрім випадків зґвалтування та медико-соціальних протипоказань
Заборонений, окрім випадків загрозі життя матері, та при наявності психічних і патологічних протипоказань
Заборонений без виключень
Відмінності за регіонами
Відсутні дані

Аборти у Венесуелі станом на 2017 рік заборонені, крім випадків небезпеки для життя вагітної жінки. Покарання для жінки, якій зробили аборт, якщо не було загрози для життя, становить від шести місяців до двох років в'язниці. Покарання для лікаря або іншої особи, яка виконала процедуру аборту, становить від року до трьох років ув'язнення. У разі загибелі вагітної жінки внаслідок аборту покарання можуть посилити.
У травні 2006 року папа Бенедикт XVI зустрівся з президентом Венесуели Чавесом і висловив занепокоєння щодо можливості пом'якшення Чавесом законів про аборти у Венесуелі.